# احمد جمال
احمد جمال (۲ ژوئیهٔ ۱۹۳۰ – ۱۶ آوریل ۲۰۲۳) نوازنده آمریکایی پیانوی جاز بود. نام اصلی او «فردریک راسل جونز» بود و در سال ۱۹۵۲ پس از گرویدن به اسلام نام خود را عوض کرد.
 جمال در ۱۹۳۰ در شهر پیتسبورگ ایالت پنسیلوانیا به‌دنیا آمد. از یازده سالگی به‌صورت حرفه‌ای پیانو می‌زد و از پیانیست‌های محبوب مایلز دیویس بود.